# Campeonato Mundial de Taekwondo de 2005
O Campeonato Mundial de Taekwondo de 2005 foi a 17ª edição do evento, organizado pela Federação Mundial de Taekwondo (WTF) entre 13 de abril a 17 de abril de 2005. A competição foi realizada no Palácio de Deportes, em Madri, Espanha. 

## Resultados
Os resultados foram os seguintes. 
Masculino
| Evento        | Ouro                          | Prata                          | Bronze                         |
| Até 54 kg     | Coreia do Sul Kim Jin-hee     | Irão Feizollah Nafjam          | México · Gerardo Rodríguez     |
| Até 54 kg     | Coreia do Sul Kim Jin-hee     | Irão Feizollah Nafjam          | Rússia · Seyfula Magomedov     |
| Até 58 kg     | Coreia do Sul Ko Seok-hwa     | Irão Behzad Khodadad           | Vietname · Đinh Thanh Long     |
| Até 58 kg     | Coreia do Sul Ko Seok-hwa     | Irão Behzad Khodadad           | Tailândia · Dech Sutthikunkarn |
| Até 62 kg     | Coreia do Sul Kim Jae-sik     | Brasil · Márcio Wenceslau      | Turquia · Kıvanç Dinçsalman    |
| Até 62 kg     | Coreia do Sul Kim Jae-sik     | Brasil · Márcio Wenceslau      | Israel · Ilan Goldschmidt      |
| Até 67 kg     | Estados Unidos · Mark López   | Coreia do Sul Song Myeong-seob | Espanha · Aritz Itsisoa        |
| Até 67 kg     | Estados Unidos · Mark López   | Coreia do Sul Song Myeong-seob | Países Baixos · Dennis Bekkers |
| Até 72 kg     | Irão Hadi Saei                | Rússia · Alan Akoyev           | Japão · Takahiro Niimi         |
| Até 72 kg     | Irão Hadi Saei                | Rússia · Alan Akoyev           | Venezuela · Carlos Vásquez     |
| Até 78 kg     | Estados Unidos · Steven López | Irão Ali Tajik                 | Espanha · Rosendo Alonso       |
| Até 78 kg     | Estados Unidos · Steven López | Irão Ali Tajik                 | Austrália · Daniel Jukic       |
| Até 84 kg     | Coreia do Sul Oh Seon-taek    | Espanha · Jon García           | Irão Yousef Karami             |
| Até 84 kg     | Coreia do Sul Oh Seon-taek    | Espanha · Jon García           | França · Bruno Ntep            |
| Mais de 84 kg | Espanha · Rubén Montesinos    | Marrocos · Abdelkader Zrouri   | Coreia do Sul Heo Jun-nyung    |
| Mais de 84 kg | Espanha · Rubén Montesinos    | Marrocos · Abdelkader Zrouri   | Itália · Leonardo Basile       |

Feminino
| Evento        | Ouro                           | Prata                         | Bronze                         |
| Até 47 kg     | Espanha · Belén Asensio        | Coreia do Sul Yoo Eun-young   | Alemanha · Sümeyye Güleç       |
| Até 47 kg     | Espanha · Belén Asensio        | Coreia do Sul Yoo Eun-young   | Estados Unidos · Mandy Meloon  |
| Até 51 kg     | China · Wang Ying              | Espanha · Brigitte Yagüe      | Áustria · Nevena Lukić         |
| Até 51 kg     | China · Wang Ying              | Espanha · Brigitte Yagüe      | Cuba · Daynellis Montejo       |
| Até 55 kg     | Coreia do Sul Kim Bo-hye       | Turquia · Zeynep Murat        | Canadá · Orphée Ladouceur      |
| Até 55 kg     | Coreia do Sul Kim Bo-hye       | Turquia · Zeynep Murat        | Egito · Eman Helmy             |
| Até 59 kg     | Estados Unidos · Diana López   | Coreia do Sul Kim Sae-rom     | Canadá · Karine Sergerie       |
| Até 59 kg     | Estados Unidos · Diana López   | Coreia do Sul Kim Sae-rom     | Senegal · Bineta Diédhiou      |
| Até 63 kg     | México · Edna Díaz             | Taipé Chinesa · Su Li-wen     | Tailândia · Chonnapas Premwaew |
| Até 63 kg     | México · Edna Díaz             | Taipé Chinesa · Su Li-wen     | Austrália · Carmen Marton      |
| Até 67 kg     | Coreia do Sul Hwang Kyung-seon | França · Gwladys Épangue      | Espanha · Ibone Lallana        |
| Até 67 kg     | Coreia do Sul Hwang Kyung-seon | França · Gwladys Épangue      | Croácia · Sandra Šarić         |
| Até 72 kg     | Brasil · Natália Falavigna     | Reino Unido · Sarah Stevenson | Espanha · Aitziber Los Arcos   |
| Até 72 kg     | Brasil · Natália Falavigna     | Reino Unido · Sarah Stevenson | Coreia do Sul Jung Sun-young   |
| Mais de 72 kg | Coreia do Sul Sin Kyung-hyen   | Porto Rico · Ineabelle Díaz   | Bélgica · Laurence Rase        |
| Mais de 72 kg | Coreia do Sul Sin Kyung-hyen   | Porto Rico · Ineabelle Díaz   | China · Liu Rui                |

## Quadro de medalhas
O quadro de medalhas foi publicado. 
| Ordem | País           | Medalha de ouro | Medalha de prata | Medalha de bronze | Total |
| ----- | -------------- | --------------- | ---------------- | ----------------- | ----- |
| 1     | Coreia do Sul  | 7               | 3                | 2                 | 12    |
| 2     | Estados Unidos | 3               | 0                | 1                 | 4     |
| 3     | Espanha        | 2               | 2                | 4                 | 8     |
| 4     | Irão           | 1               | 3                | 1                 | 5     |
| 5     | Brasil         | 1               | 1                | 0                 | 2     |
| 6     | China          | 1               | 0                | 1                 | 2     |
| 6     | México         | 1               | 0                | 1                 | 2     |
| 8     | França         | 0               | 1                | 1                 | 2     |
| 8     | Rússia         | 0               | 1                | 1                 | 2     |
| 8     | Turquia        | 0               | 1                | 1                 | 2     |
| 11    | Taipé Chinesa  | 0               | 1                | 0                 | 1     |
| 11    | Reino Unido    | 0               | 1                | 0                 | 1     |
| 11    | Marrocos       | 0               | 1                | 0                 | 1     |
| 11    | Porto Rico     | 0               | 1                | 0                 | 1     |
| 15    | Austrália      | 0               | 0                | 2                 | 2     |
| 15    | Canadá         | 0               | 0                | 2                 | 2     |
| 15    | Tailândia      | 0               | 0                | 2                 | 2     |
| 18    | Áustria        | 0               | 0                | 1                 | 1     |
| 18    | Bélgica        | 0               | 0                | 1                 | 1     |
| 18    | Croácia        | 0               | 0                | 1                 | 1     |
| 18    | Cuba           | 0               | 0                | 1                 | 1     |
| 18    | Egito          | 0               | 0                | 1                 | 1     |
| 18    | Alemanha       | 0               | 0                | 1                 | 1     |
| 18    | Israel         | 0               | 0                | 1                 | 1     |
| 18    | Itália         | 0               | 0                | 1                 | 1     |
| 18    | Japão          | 0               | 0                | 1                 | 1     |
| 18    | Países Baixos  | 0               | 0                | 1                 | 1     |
| 18    | Senegal        | 0               | 0                | 1                 | 1     |
| 18    | Venezuela      | 0               | 0                | 1                 | 1     |
| 18    | Vietname       | 0               | 0                | 1                 | 1     |
| Total | Total          | 16              | 16               | 32                | 64    |